# Svetilnik Jeni Kale
Svetilnik Jeni Kale (ukrajinsko Єнікальський маяк, latinizirano: Jenikal's'kyj majak, rusko Еникальский маяк, jenikal'ski majak) je svetilnik na rtu Fonar blizu trdnjave Jeni-Kale na vzhodi obali Krima na obali Kerškega preliva. Pomoč mornarjem na tem delu obale je kot prvi omenil 350 pr. n. št. Periplus iz Scylaxa.

## Zgodovina
Leta 1820 so na vrhu rta Fonar zgradili svetilnik za pomoč ladjam, ki so plule iz Azovskega morja v Kerški preliv. Kot vir svetlobe so uporabili oljne svetilke. Leta 1861 so jih nadomestile Fresnelove lečepetrolejka.
Do druge svetovne vojne so svetilnik Jeni Kale imeli za najstarejši svetilnik na Krimu. Leta 1941 je med drugo svetovno vojno strežnik svetlobnih hiš Mihail Egorov svetilniško opremo evakuiral na tamansko obalo. Maja 1942 je na območju rta Fonar prišlo do bitke med umikajočo se Rdečo armado in nacistično Nemčijo. Aleksander Filimonov, sovjetski mornar, je usmerjal ogenj sovjetskih baterij. Ko so se blizu svetilnika pojavili nemški tanki se je na stolpu dvignila zastava, ki je usmerjala sovjetski ogenj. V tej bitki je bil stolp uničen in v svetilniku oblegani hidrografi so umrli. Leta 1943 so na ruševinah svetilnika namestili začasno luč. Ko so aprila 1944 Kerč osvobodili, so svetilniško opremo vrnili.
Po vojni je bil leta 1946 zgrajen začasni leseni stolp. Leta 1953 ga je zamenjal svetilnik na električni pogon s sodobnim kamnitim stolpom. Optični sistem EMV-3 je bil nameščen na svetilniku Jeni Kale leta 1957. Svetilnik so leta 2002 opremili s sodobnim sistemom GLONASS - GPS.

## Galerija
- Svetilo in optika svetilnika Jeni Kale
- V stolpu svetilnika Jeni Kale
- Notranjost stolpa svetilnika Jeni Kale
- Pogled na ožino Kerč s stolpa svetilnika